# برايان ميلز
برايان ميلز (بالإنجليزية: Brian Mills)‏ (26 ديسمبر 1971 في المملكة المتحدة - ) هو لاعب كرة قدم بريطاني في مركز الهجوم. لعب مع بورت فايل.